# Kaisma
Kaisma är en tätort i Vändra kommun i Pärnumaa i sydvästra Estland. 
Fram till 2009 var orten förvaltningscentrum för Kaisma kommun, som därefter sammanlades med Vändra.